# Sachsen-klassen
Sachsen-klassen (eller Type 124) er Deutsche Marines primære luftforsvarsfregatter. Klassen er bygget på det samme grundlæggende design som Brandenburg-klassen, dog med forbedrede stealthegenskaber. Kontrakten for de 3 fregatter blev indgået i 1996, samtidig blev der tegnet en option på en fjerde enhed der skulle hedde Thüringen, denne option blev dog ikke udnyttet. 
Alle tre enheder i klassen er navngivet efter tyske by- og delstater og hører til 2. Fregattengeschwader (2. Fregateskadre) som har basehavn i Wilhelmshaven. 
| Pnt. | Navn    | Kølen lagt         | Søsat           | Indgået           | Navngivet af | Skæbne   | Kaldesignal |
| ---- | ------- | ------------------ | --------------- | ----------------- | ------------ | -------- | ----------- |
| F219 | Sachsen | 1. februar 1999    | 20. januar 2001 | 31. december 2003 | -            | Operativ | DRAA        |
| F220 | Hamburg | 1. september 2000  | 16. august 2002 | 13. december 2004 | -            | Operativ | DRAB        |
| F221 | Hessen  | 14. september 2001 | 26. juli 2003   | 21. april 2006    | -            | Operativ | DRAC        |